# Bank and Monument (Metropolitano de Londres)
Bank e Monument são duas estações interligadas do Metropolitano de Londres e da Docklands Light Railway, que formam um complexo de transporte público que abrange toda a extensão da King William Street na Cidade de Londres. A estação Bank, nomeada após o Banco da Inglaterra, foi aberta em 1900 na Bank junction e é servida pelas linhas Central, Northern e Waterloo & City e pela Docklands Light Railway. A estação Monument, em homenagem ao Monumento ao Grande Incêndio de Londres, foi inaugurada em 1884 e é servida pelas linhas District e Circle. As estações estão ligadas como um intercâmbio desde 1933. O complexo de estações é um dos mais movimentados da rede do Metropolitano de Londres e fica na zona tarifária 1.

## História
O complexo de estações Bank-Monument foi criado através da construção de ligações entre várias estações próximas construídas por diferentes empresas. A primeira estação foi inaugurada pela Metropolitan Inner Circle Completion Railway.

### Metropolitan Inner Circle Completion Railway, 1884

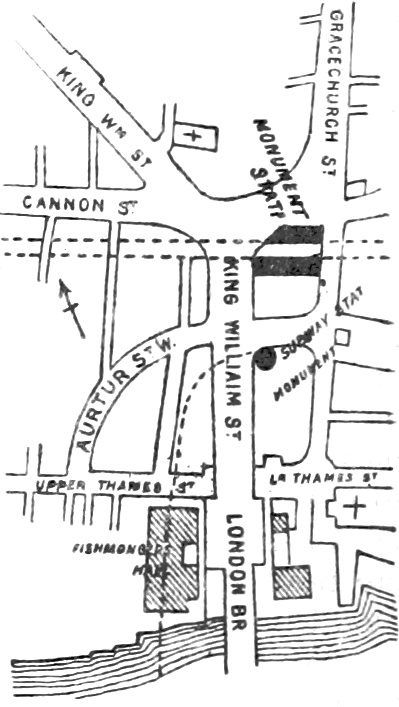
Monument Station e a estação King William Street da C&SLR, em um plano de 1888

A Metropolitan Railway (MR) e a District Railway (DR) haviam, em 1876, construído a maior parte do Círculo Interno (agora a linha Circle), atingindo Aldgate e Mansion House respectivamente. As empresas estavam em disputa pela conclusão da rota, pois a DR estava com dificuldades financeiras e a MR estava preocupado com o fato de a conclusão afetar suas receitas através do aumento da concorrência da DR na área da cidade. Os financiadores da cidade, interessados em ver a linha concluída, estabeleceram a Metropolitan Inner Circle Completion Railway em 1874 para ligar Mansion House a Aldgate. Forçada a entrar em ação, a MR comprou a empresa e com a DR começou a construção da seção final do Inner Circle em 1879. A nova seção ferroviária incluía duas novas estações: a Tower of London e outra localizada perto do Monumento.
A estação em Monument abriu com o nome "Eastcheap" em 6 de outubro de 1884, após a rua próxima, e foi renomeada "The Monument" em 1 de novembro de 1884. Inicialmente, os trens das duas empresas serviam a estação no serviço Inner Circle mas outros padrões operacionais foram usados. O serviço Inner Circle alcançou uma identidade separada como Circle line em 1949, embora seus trens ainda fossem fornecidos pelas linhas District ou Metropolitan.

### Waterloo & City Railway, 1898
A Waterloo & City Railway foi construída pela London and South Western Railway (L&SWR) para ligar o terminal em Waterloo à cidade. A estação, com plataformas sob a Queen Victoria Street e perto da Mansion House, abriu em 8 de agosto de 1898 como "City".
As passagens acentuadamente inclinadas para as plataformas foram posteriormente complementadas com o "Travolator", um dos poucos conjuntos de esteiras rolantes em todo o sistema do metropolitano. A publicidade na estação Waterloo & City geralmente assume a forma de grandes murais pintados nas paredes e tetos das saídas inclinadas, formando um dos maiores anúncios no subsolo. As plataformas da linha Waterloo e City foram renomeadas como "Bank" em 28 de outubro de 1940.

### City & South London Railway, 1900
A primeira estação a ser conhecida como Bank foi aberta em 25 de fevereiro de 1900, quando a City & South London Railway (C&SLR, agora parte da linha Northern) abriu sua extensão de Borough para Moorgate. O terminal anterior da linha, King William Street, em um alinhamento de túnel diferente, foi fechado ao mesmo tempo.
A C & SLR obteve permissão para demolir a igreja de St Mary Woolnoth do século XVIII, na esquina da Lombard Street e construir uma estação (originalmente proposta como "Lombard Street") no local. Após protestos públicos, a empresa mudou seus planos de construir apenas uma bilheteria subterrânea e elevar a entrada na cripta da igreja. Isso exigiu a mudança dos corpos para outro lugar, fortalecendo a cripta com uma estrutura de aço e sustentando as fundações da igreja. Invulgarmente para estações posteriormente convertidas em escadas rolantes, o acesso do elevador original a partir da bilheteria ainda está em uso.

### Central London Railway, 1900

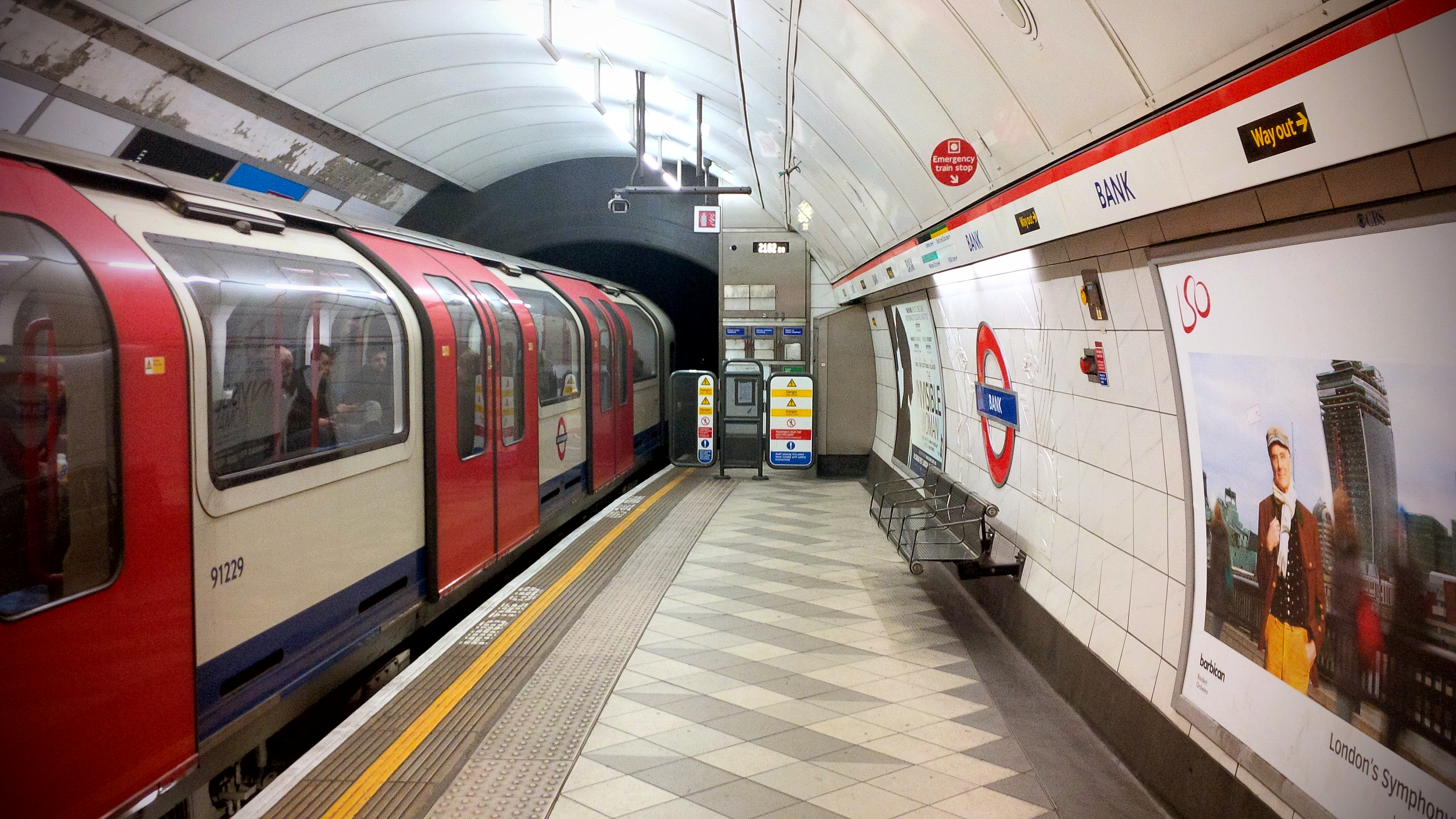
Trem da Central line na plataforma oeste.

A abertura do terminal leste da Central London Railway (CLR, agora a linha Central) no Bank ocorreu em 30 de julho de 1900. 

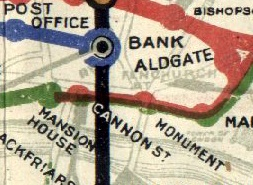
Bank and Monument mostrados em um Mapa do Metropolitano de 1908. Bank era atendida pelas ferrovias Central London (azul) e City & South London (preto), enquanto que Monument era atendida pelas ferrovias Metropolitan (vermelho) e District (verde).

Assim como na C&SLR, o alto custo da propriedade na City, juntamente com a presença do Royal Exchange, do Banco da Inglaterra e da Mansion House, significava que a estação tinha que ser construída totalmente subterrânea. A City of London Corporation concedeu permissão para que a estação estivesse situada embaixo do movimentado cruzamento de estradas que se encontram neste momento, com a condição de que as passagens subterrâneas públicas fossem providenciadas para atuar como travessias de pedestres. Para evitar prejudicar a passagem acima, os elevadores da estação foram instalados em eixos de elevação separados em vez de emparelhadas duas por eixo como de costume.
Para evitar pagamentos de servidão aos proprietários e diminuir possíveis reclamações por danos durante a construção e operação, os túneis da CLR estiveram diretamente sob as ruas públicas. Isso fez com que as plataformas sob a Threadneedle Street e Poultry fossem tão curvas que uma extremidade da plataforma não pudesse ser vista da outra. A leste da estação Bank, os túneis da linha Central têm curvas acentuadas para evitar os cofres do próprio Banco da Inglaterra.
Devido à proximidade das estações CLR, W&CR e C&SLR, e às direções não concorrentes de seus serviços, suas bilheterias foram logo conectadas, mas a conexão entre as plataformas CLR e C&SLR foi feita somente quando as escadas rolantes foram instaladas na década de 1920.

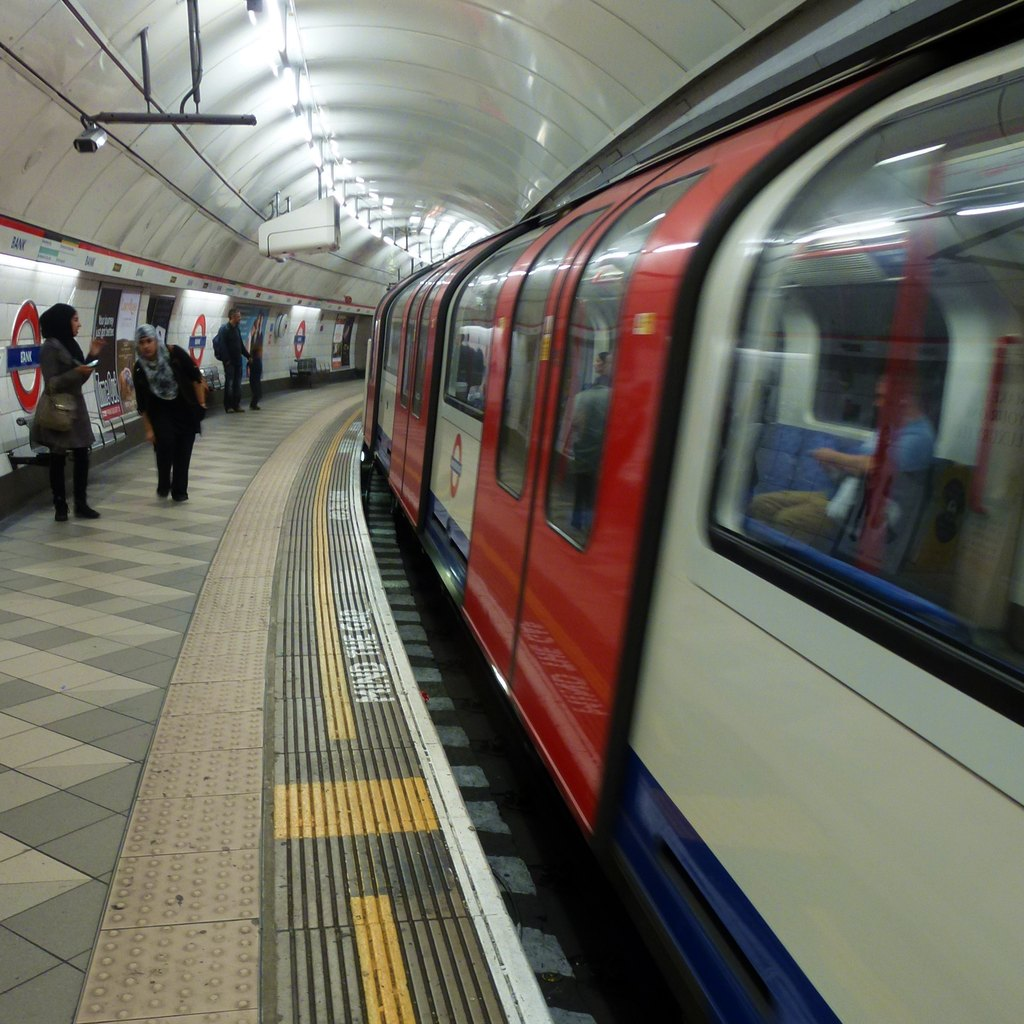
A plataforma curva da Central line, mostrando o 1 ft do vão entre o trem e a plataforma (delineada pela linha branca sólida).

### Ligação com Monument, 1933
O extremo sul das plataformas C&SLR (na época parte da linha Edgware-Highgate-Morden) ficava próximo às da estação Monument e, em 18 de setembro de 1933, uma ligação de escada rolante foi aberta.

### Docklands Light Railway, 1991

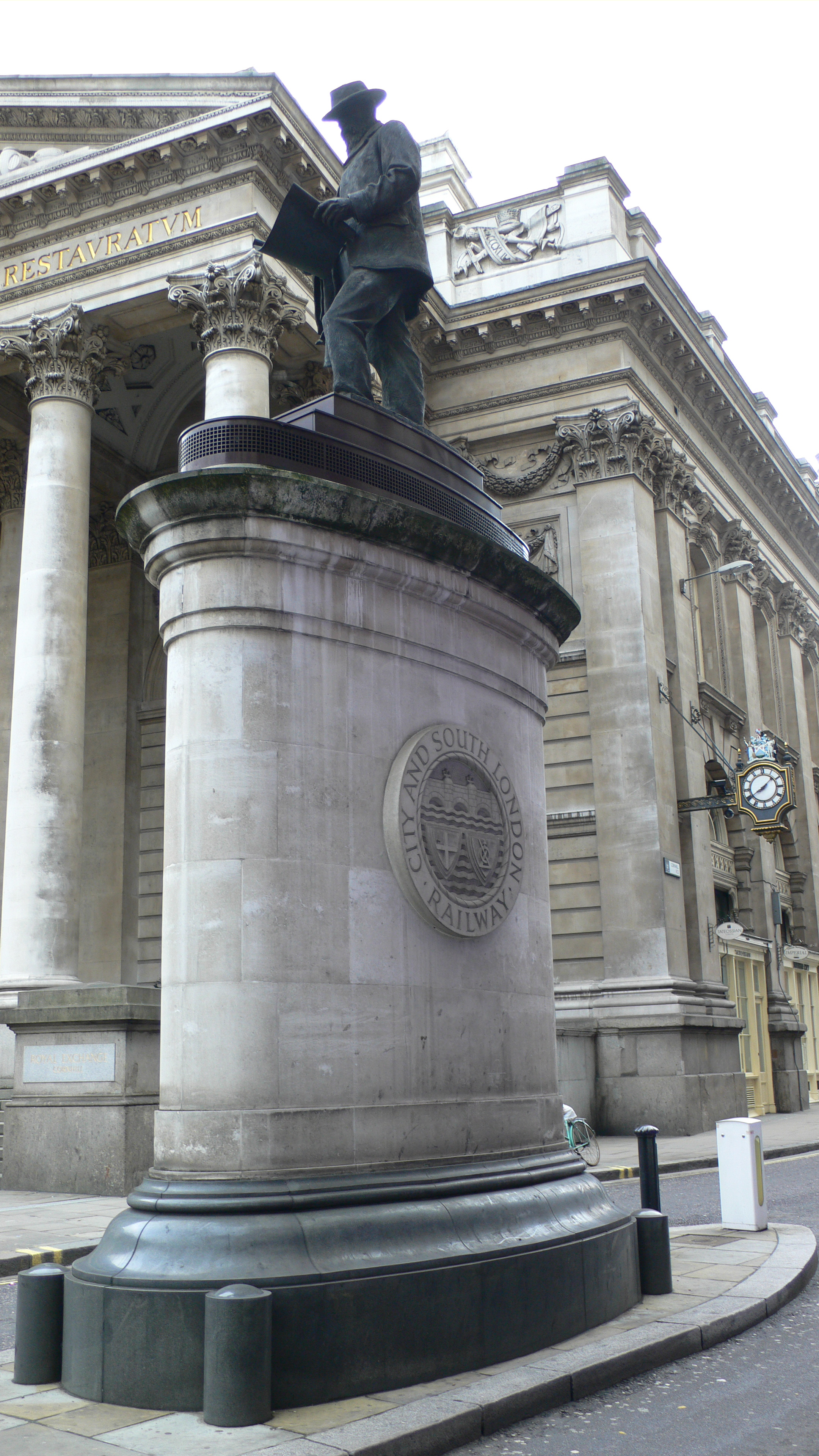
Estátua de James Henry Greathead, que foi erguida pela estação Bank em 1994.

A Docklands Light Railway construiu uma extensão em túnel para plataformas paralelas (mas mais profundas) às plataformas da Northern line, que foram inauguradas em 29 de julho de 1991 e conectadas aos serviços do Metropolitano de Londres e em seguida da British Rail. As plataformas DLR estavam conectadas em uma extremidade à linha Central e na outra à estação Monument. Uma nova ligação entre a Waterloo & City e a Central line foi escavada quando descobriu parte de um dos escudos de tuneladora de Greathead usados para a linha Waterloo e City. Esse escudo faz parte da nova passagem, e os passageiros passam quando se transferem entre as duas linhas.
Em janeiro de 1994, uma estátua de James Henry Greathead foi erguida do lado de fora da estação, ao lado do Royal Exchange. Foi revelado pelo Lord Mayor de Londres e está posicionado em um pedestal que esconde um poço de ventilação para o Metropolitano.

### Nova entrada
Como parte dos esforços da TfL para aliviar o congestionamento nesta estação, uma nova entrada foi construída na sede da Bloomberg em Londres em Walbrook, perto da estação Cannon Street, providenciando quatro novas escadas rolantes e dois elevadores para as plataformas da Waterloo and City line. A construção começou em novembro de 2015 e a nova entrada foi aberta em 30 de novembro de 2018. 

### Eventos notáveis
Em 11 de janeiro de 1941, durante a Blitz, 111 pessoas foram mortas quando uma bomba alemã atingiu a sala de reservas, com a explosão descendo as escadas fixas e as escadas rolantes até as plataformas. A cratera, medindo 120 by 100 pés (37 m × 30 m), foi coberta com uma Ponte Bailey para o tráfego passar. A estação em si ficou fechada por dois meses.

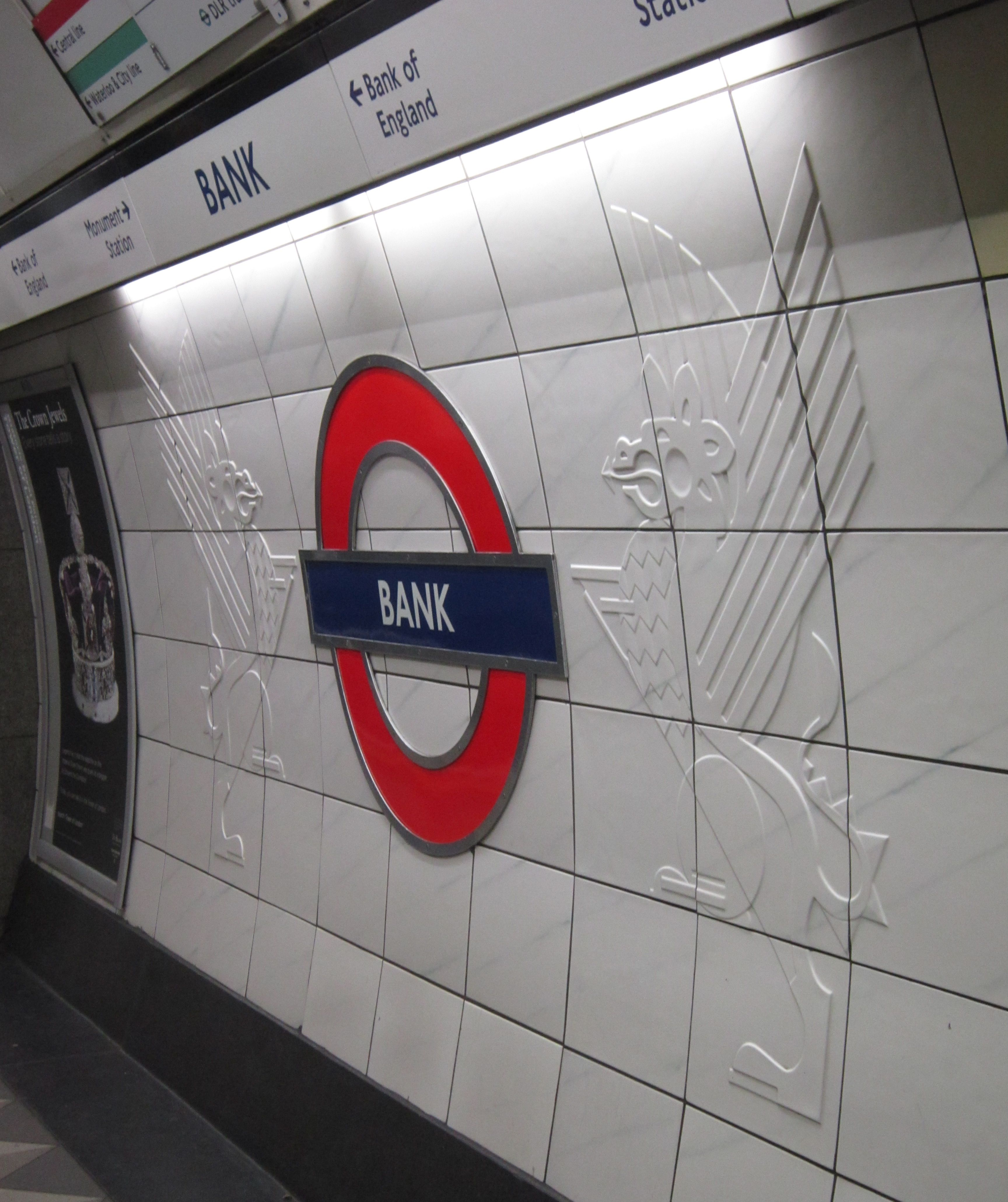
As telhas da estação mostram os suportes do brasão da Cidade de Londres, combinado com o Roundel do Underground

Em 7 de setembro de 2003, estação Bank foi utilizada para um exercício de treinamento de desastre, Exercise Osiris, anunciado como "o exercício de desastre ao vivo mais realista de seu tipo". O evento, que durou várias horas e envolveu cerca de 500 policiais, bombeiros, ambulâncias e funcionários do Metropolitano de Londres, teve como objetivo preparar os serviços de emergência para descontaminação em massa no caso de um ataque químico, biológico, radiológico ou nuclear.

## Desenvolvimentos futuros
A estação original tinha elevadores diretamente para as plataformas, mas quando as escadas rolantes foram cortadas posteriormente pelos eixos, o acesso das pessoas com mobilidade reduzida foi perdido. As únicas partes da estação que são totalmente acessíveis são as plataformas DLR, que têm elevadores da rua (através da reitoria da igreja de St Mary Woolnoth). Nos horários de pico, Bank também é uma das estações mais congestionadas do metropolitano; então a Transport for London (TfL) está transformando-o significativamente, removendo alguns gargalos e melhorando o acesso. As 15 escadas rolantes da estação estão sendo substituídas ou reformadas por um sistema de mão única em operação em partes da estação.
Atualmente, a TfL está redesenhando e ampliando as plataformas da Northern line e adicionando elevadores e novas entradas na King William Street e na Cannon Street. O trabalho, acordado em 2015, será realizado de 2016 a 2022 e aumentará a capacidade em 40%, com 12 novas escadas rolantes, 3 novos elevadores e um novo travelator (ou esteira rolante) para conectar a Northern line e o DLR à Central Line.
Está em andamento a construção de um novo túnel para realocar a plataforma ao sul da Northern line. A plataforma ao norte será então estendida de volta para proporcionar maior espaço de circulação. Um exercício semelhante foi realizado nas plataformas da linha Northern nas estações Angel e London Bridge.